# Amit máris tudni akarsz a szexről
Az Amit máris tudni akarsz a szexről (eredeti cím: Extreme Movie) 2008-ban bemutatott filmvígjáték, amelyet Will Forte, Andy Samberg, Akiva Schaffer, Jorma Taccone, Phil Lord és Christopher Miller forgatókönyvéből Adam Jay Epstein és Andrew Jacobson rendezett. A főbb szerepekben Kevin Hart, Frankie Muniz, Ryan Pinkston, Jamie Kennedy, Danneel Harris, Andy Milonakis, Matthew Lillard, Rob Pinkston és Michael Cera látható.
Az Amerikai Egyesült Államokban 2008. december 5-én mutatták be a mozikban.

## Cselekmény
A 18 éves Mike fülig belezúgott Stacybe, egy középiskolás lányba az osztályából. De a szexuális felvilágosító tanára, Matthew Lillard elmondja neki, hogy a lány valójában túl szép hozzá, így számára elnyerhetetlen. A barátai csak a legjobbakat akarják, ezért fizetnek neki egy prostituáltat, akiről kiderül, hogy elég nagy kudarcot vallott. Mike véletlenül egy pornóforgatáson köt ki, ahol összetévesztik egy előadóművésszel. Egy lenyűgöző zeneszám hatására azonban Mike önbizalmat nyer. Megközelíti Stacy-t és megcsókolja. A lány teljesen el van ragadtatva a spontaneitásától, és azonnal randizni akar vele.
Eközben a középiskola más tinédzsereit is bemutatják szexuális kalandjaik során. Ronny például a lányok helyett Abraham Lincoln megszállottja. Épít egy időgépet, és visszautazik az időben, ahol már várja őt Lincoln. A vele való szex azonban csalódás számára. A fiúk, Barry és Leon viszont a számítógépen építik meg álmaik nőjét. Amikor azonban a materializálódásra kerül a sor, egy túlsúlyos, szexmániás hölgy jelenik meg, és menekülésre készteti a fiúkat. Fred viszont az interneten ismerkedik meg egy lánnyal. Amikor találkozni akarnak, Fred eltéved a kapuban, és egy határozott hölgy lakásában köt ki. A nő kidobja őt a házból. Len arra ébred, hogy egy lány és egy másik srác fekszik az ágyában, és a szülei is otthon vannak; az egészről kiderül, egy rejtett kamerás biszexuális műsor.

## Szereplők
| Szerep          | Színész                   | Magyar hang        |
| --------------- | ------------------------- | ------------------ |
| Mike            | Ryan Pinkston             | Molnár Levente     |
| Griffin         | Rob Pinkston              | Baráth István      |
| Carla           | Vanessa Lengies           | Bogdányi Titanilla |
| Jalin / Wyatt   | Marcus T. Paulk           | Szalay Csongor     |
| Fred            | Michael Cera              | Kovács Lehel       |
| Barry           | Kevin Hart                | Kovács Lehel       |
| Doug            | Steven Christopher Parker | Hamvas Dániel      |
| Angus           | Rich Ceraulo              | Timon Barna        |
| Biff            | Danny Ehrhardt            | Szvetlov Balázs    |
| R.J.            | Jeremy Suarez             | Szvetlov Balázs    |
| Önmaga          | Matthew Lillard           |                    |
| Chuck           | Frankie Muniz             |                    |
| Evan            | Nicholas D’Agosto         |                    |
| Ronny           | Hank Harris               | Berkes Bence       |
| Sue             | Beverley Mitchell         | Molnár Ilona       |
| Judy            | Kendra Krull              |                    |
| Mike FBI ügynök | Chris Cooper              |                    |
| Ben FBI ügynök  | Robert John Burke         |                    |
| új Tabitha      | Denise Boutte             | Kocsis Mariann     |
| Hank            | Sonia Rockwell            | Előd Botond        |

### Magyar változat
- Bemondó: Galambos Péter
- Magyar szöveg: Csizmás Kata

A szinkront a Mafilm Audio Kft. készítette. 

## Bemutató
A filmet a Dimension Films forgalmazta a nemzetközi mozikban. Az Amerikai Egyesült Államokban a Dimension Extreme 2008. december 5-én kizárólag DVD-n adta ki. A filmet New Yorkban, Bostonban (Massachusetts) és Los Angelesben (Kalifornia) forgatták.

## Fogadtatás
A Common Sense Media 5-ből 1-re értékelte a filmet, és „rendkívüli időpocsékolásnak” nevezte, kedvezőtlenül hasonlítva Woody Allen 1972-es Amit tudni akarsz a szexről… című filmjéhez.